# Stylopidae
Famille
Stylopidae est une famille d'insectes endoparasites de l'ordre des Strepsiptera. 

## Description et caractéristiques
Les Stylopidae constituent la principale famille de strepsiptères : cette famille contient plus de 250 espèces, et parasite notamment des hyménoptères (abeille, guêpes...).
Lorsqu'un de ces insectes s'installe dans un hôte, on parle de stylopisation. Ils sont connus pour modifier le comportement et même la morphologie de leur hôte, entraînant notamment une castration parasitaire. Ils se présentent sous la forme de petites excroissances noires dépassant entre les plaques abdominales des hyménoptères. La femelle passe ainsi toute sa vie à l'état larvaire dans le corps d'un hôte, et meurt une fois fécondée pour se laisser dévorer par sa progéniture, qui émergera ensuite sous forme larvaire, pour aller choisir un nouvel hôte. Les larves, microscopiques, sont capables de faire des bonds vers un insecte hôte, puis de s'infiltrer entre l'endocuticule et l'épiderme, pour s'encapsuler dans un cocon de tissu de l'hôte, permettant d'outrepasser la réponse immunitaire, et de se développer aux dépens de l'insecte ainsi parasité. Seuls les mâles atteignent le stade d'imago, dépourvus d'appareil digestif mais équipés d'un système sensoriel extrêmement performant, pour aller chercher un hôte parasité en vue de se reproduire avec une femelle avant de mourir. Ils sont reconnaissables à leurs grandes antennes lamellées et leurs ailes qui semblent tordues (ils volent au moyen de leurs grandes ailes postérieures, les antérieures étant modifiées en balanciers).

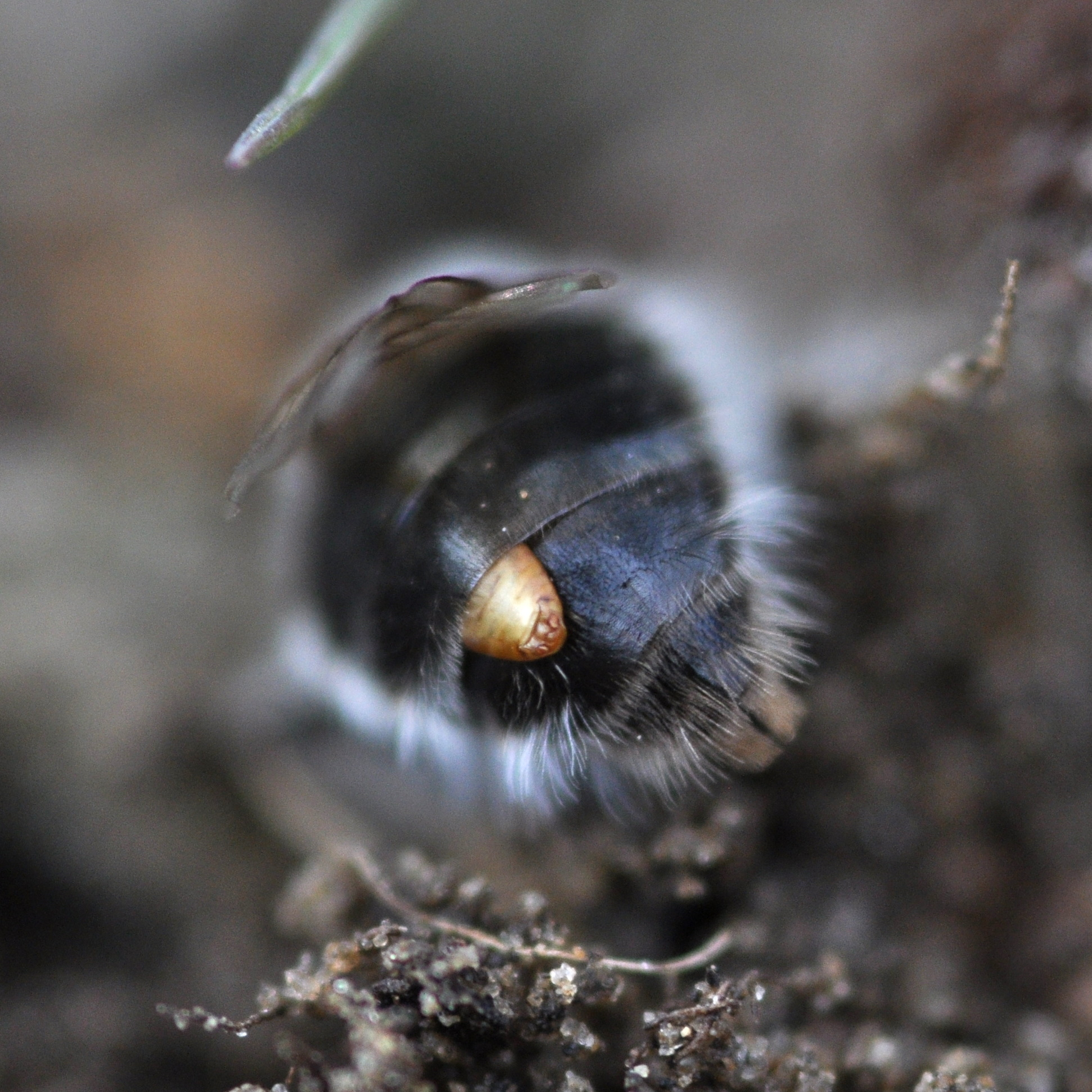
Femelle de Stylops melittae dépassant d'une abeille.
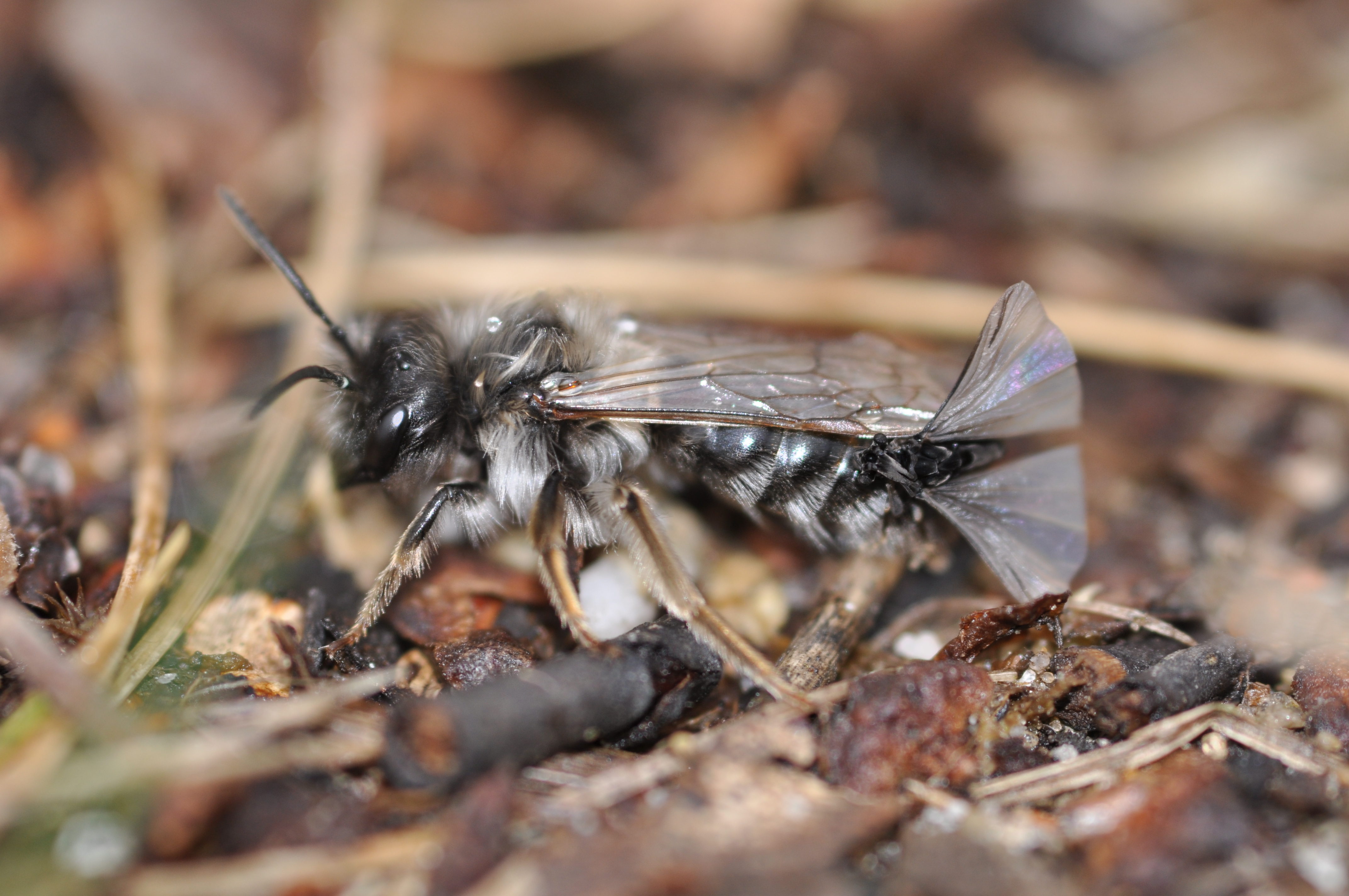
Stylops melittae mâle se reproduisant avec une femelle parasitant une abeille.

## Liste des genres
Selon BioLib (9 mai 2016) :
- genre Crawfordia Pierce, 1908
- genre Eurystylops Bohart, 1943
- genre Halictoxenos Pierce, 1908
- genre Hylecthrus Saunders, 1850
- genre Paragioxenos Ogloblin, 1923
- genre Stylops Kirby, 1802
- genre Ulrichia Kinzelbach, 1971
- genre Paragioxenos Ogloblin, 1923
- genre Xenos Rossi, 1793 (non reconnu par Biolib)

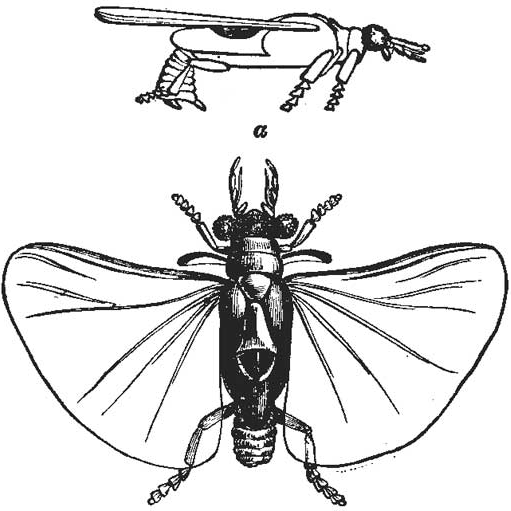
Stylops childreni
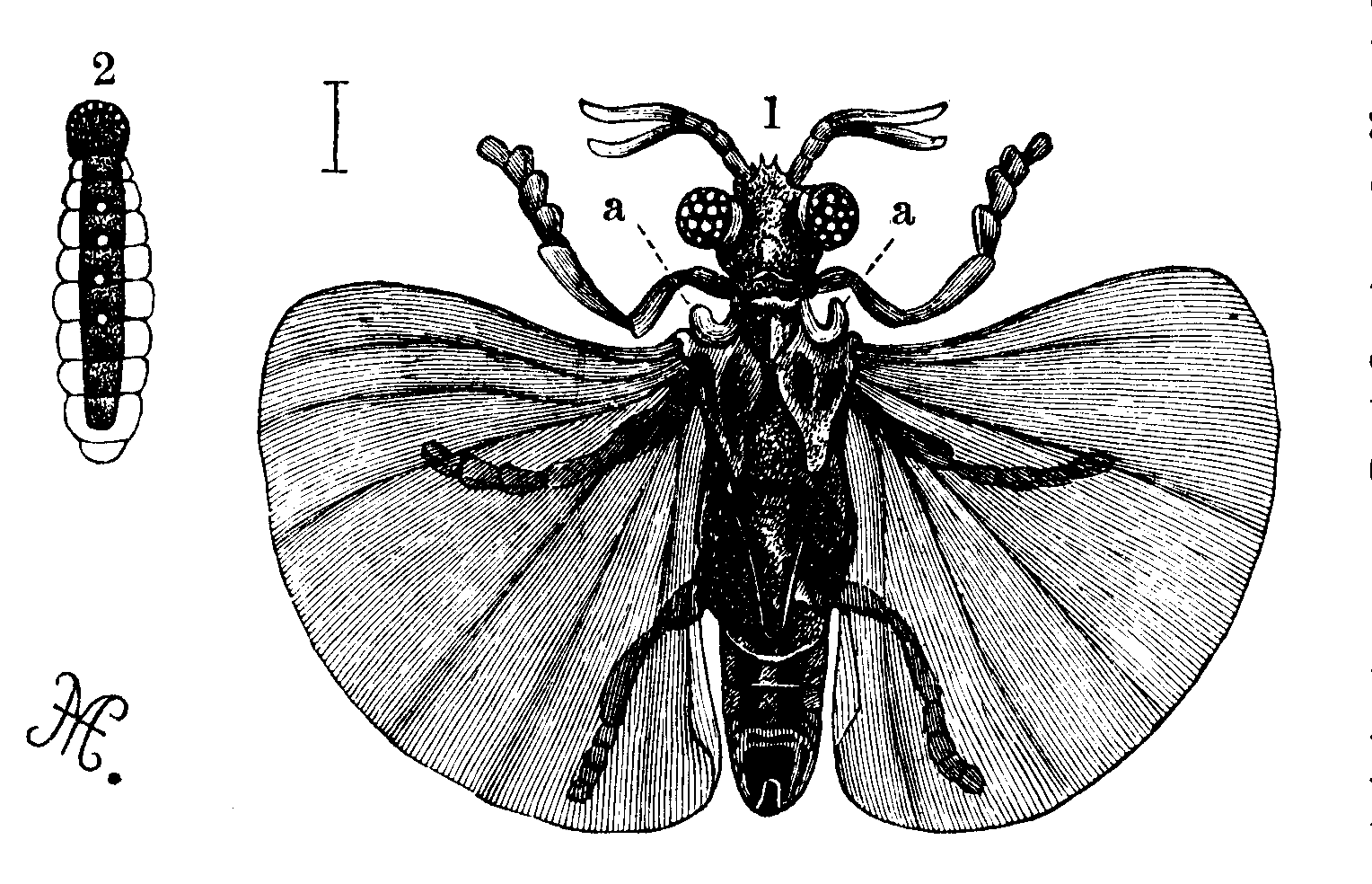
Xenos peckii